# Torneo Competencia 1990
El Torneo Competencia 1990 fue la trigésima primera y última edición del Torneo Competencia. Compitieron los catorce equipos de Primera División. El campeón fue Montevideo Wanderers. 

## Sistema de disputa
La forma de disputa fue de un torneo con dos grupos, los primeros cuatro equipos de cada grupo clasificaban a la liguilla final donde se definiría al campeón, disputándose a una rueda todos contra todos.

## Equipos participantes
| Grupo A     | Grupo B              |
| ----------- | -------------------- |
| Bella Vista | Central Español      |
| Danubio     | Cerro                |
| Liverpool   | Defensor Sporting    |
| Peñarol     | Huracán Buceo        |
| Progreso    | Montevideo Wanderers |
| Rentistas   | Nacional             |
| River Plate | Racing               |

## Clasificatorio

### Grupo A
| Puesto | Equipo      | Pts. | PJ | PG | PE | PP | GF | GC | Dif. |
| ------ | ----------- | ---- | -- | -- | -- | -- | -- | -- | ---- |
| 1º     | Progreso    | 8    | 7  | 3  | 2  | 2  | 10 | 7  | +3   |
| 2º     | Liverpool   | 8    | 7  | 2  | 4  | 1  | 9  | 5  | +4   |
| 3º     | Rentistas   | 8    | 7  | 2  | 4  | 1  | 7  | 5  | +2   |
| 4º     | Peñarol     | 7    | 7  | 2  | 3  | 2  | 8  | 8  | 0    |
| 5º     | River Plate | 6    | 7  | 2  | 2  | 3  | 10 | 10 | 0    |
| 6º     | Danubio     | 6    | 7  | 0  | 6  | 1  | 5  | 6  | -1   |
| 7º     | Bella Vista | 5    | 7  | 1  | 2  | 4  | 4  | 10 | -6   |

### Grupo B
| Puesto | Equipo            | Pts. | PJ | PG | PE | PP | GF | GC | Dif. |
| ------ | ----------------- | ---- | -- | -- | -- | -- | -- | -- | ---- |
| 1º     | Nacional          | 10   | 7  | 4  | 2  | 1  | 11 | 4  | +7   |
| 2º     | Wanderers         | 9    | 7  | 3  | 3  | 1  | 9  | 7  | +2   |
| 3º     | Cerro             | 8    | 7  | 3  | 2  | 2  | 8  | 6  | +2   |
| 4º     | Central Español   | 7    | 7  | 2  | 3  | 2  | 5  | 5  | 0    |
| 5º     | Defensor Sporting | 6    | 7  | 2  | 2  | 3  | 7  | 12 | -5   |
| 6º     | Racing            | 5    | 7  | 2  | 1  | 4  | 5  | 10 | -5   |
| 7º     | Huracán Buceo     | 4    | 7  | 1  | 2  | 4  | 4  | 7  | -3   |

## Liguilla final

#### Posiciones
| Puesto | Equipo          | Pts. | PJ | PG | PE | PP | GF | GC | Dif. |
| ------ | --------------- | ---- | -- | -- | -- | -- | -- | -- | ---- |
| 1º     | Wanderers       | 10   | 7  | 4  | 2  | 1  | 11 | 5  | +6   |
| 2º     | Liverpool       | 9    | 7  | 4  | 1  | 2  | 13 | 8  | +5   |
| 3º     | Central Español | 9    | 7  | 4  | 1  | 2  | 10 | 7  | +3   |
| 4º     | Cerro           | 7    | 7  | 2  | 3  | 2  | 2  | 2  | 0    |
| 5º     | Peñarol         | 7    | 7  | 3  | 1  | 3  | 5  | 6  | -1   |
| 6º     | Rentistas       | 6    | 7  | 1  | 4  | 2  | 4  | 7  | -3   |
| 7º     | Nacional        | 5    | 7  | 2  | 1  | 4  | 9  | 9  | 0    |
| 8º     | Progreso        | 3    | 7  | 0  | 3  | 4  | 1  | 11 | -10  |

| Campeón Montevideo Wanderers 2.do título |

## Ronda Play-off
Los perdedores de ambos grupos jugaron una liguilla para definir el quinto lugar en el torneo.

#### Posiciones
| Puesto | Equipo            | Pts. | PJ | PG | PE | PP | GF | GC | Dif. |
| ------ | ----------------- | ---- | -- | -- | -- | -- | -- | -- | ---- |
| 1º     | Danubio           | 6    | 5  | 3  | 0  | 2  | 4  | 3  | +1   |
| 2º     | Racing            | 6    | 5  | 2  | 2  | 1  | 4  | 4  | 0    |
| 3º     | Huracán Buceo     | 5    | 5  | 2  | 1  | 2  | 4  | 4  | 0    |
| 4º     | Defensor Sporting | 5    | 5  | 1  | 3  | 1  | 4  | 4  | 0    |
| 5º     | River Plate       | 4    | 5  | 1  | 2  | 2  | 4  | 4  | 0    |
| 6º     | Bella Vista       | 4    | 5  | 1  | 2  | 2  | 7  | 8  | -1   |

| Racing        | 1-0 | Danubio           |
| Bella Vista   | 3-2 | Defensor Sporting |
| Huracán Buceo | 2-1 | River Plate       |

| River Plate | 0-0 | Defensor Sporting |
| Racing      | 1-0 | Huracán Buceo     |
| Danubio     | 2-1 | Bella Vista       |

| Huracán Buceo     | 2-1 | Bella Vista |
| River Plate       | 2-0 | Racing      |
| Defensor Sporting | 1-0 | Danubio     |

| River Plate       | 1-1 | Bella Vista   |
| Danubio           | 1-0 | Huracán Buceo |
| Defensor Sporting | 1-1 | Racing        |

| Huracán Buceo | 0-0 | Defensor Sporting |
| Bella Vista   | 1-1 | Racing            |
| Danubio       | 1-0 | River Plate       |

### Play-off por el 5° puesto
| Danubio | 0-0 (3:2 p.) | Peñarol |